# Stormvogels in het seizoen 1956/57
Het seizoen 1956/1957 was het derde jaar in het bestaan van de IJmuidense betaaldvoetbalclub Stormvogels. De club kwam uit in de Eerste divisie B en eindigde daarin op de tweede plaats. Tevens deed de club mee aan het toernooi om de KNVB beker, hierin werd in de tweede ronde verloren van Ajax (2–3).

## Wedstrijdstatistieken

### Eerste divisie B
|       | AGOVV | Blauw-Wit | D.F.C. | EBOH  | EDO   | Excelsior | Fortuna | Helmond | Hermes DVS | RCH   | Rigtersbleek | SHS   | Sittardia | Vitesse | Volendam |
| ----- | ----- | --------- | ------ | ----- | ----- | --------- | ------- | ------- | ---------- | ----- | ------------ | ----- | --------- | ------- | -------- |
| Thuis | 3 – 1 | 1 – 5     | 4 – 3  | 5 – 0 | 2 – 1 | 3 – 2     | 0 – 2   | 4 – 1   | 2 – 1      | 2 – 2 | 7 – 0        | 1 – 1 | 2 – 4     | 1 – 0   | 2 – 1    |
| Uit   | 2 – 2 | 2 – 0     | 3 – 3  | 1 – 1 | 0 – 1 | 1 – 1     | 0 – 0   | 0 – 2   | 0 – 3      | 0 – 2 | 0 – 2        | 2 – 4 | 1 – 4     | 1 – 2   | 1 – 2    |

### KNVB beker
| 1e ronde                                                    | DWSV                                       | 1 – 3 (0 – 2) | Stormvogels                                          |
| 19 augustus 1956 Plaats: Utrecht Sportpark Loevenhoutsedijk | Karel van Steenis 67'                      |               | 24' Toon de Boer 43' Jan Snoeks 55' Jacob Dijkshoorn |
| 2e ronde                                                    | Ajax                                       | 3 – 2 (2 – 2) | Stormvogels                                          |
| 16 september 1956 Plaats: Amsterdam De Meer                 | Wim Bleijenberg 21', 81' Willy Schmidt 34' |               | 16' Jan Snoeks 39' Toon de Boer                      |

## Statistieken Stormvogels 1956/1957

### Eindstand Stormvogels in de Nederlandse Eerste divisie B 1956 / 1957
| Stand | Gespeeld | Gewonnen | Gelijk | Verloren | Punten | Doelpunten voor | Doelpunten tegen |
| ----- | -------- | -------- | ------ | -------- | ------ | --------------- | ---------------- |
| 2e    | 30       | 19       | 7      | 4        | 45     | 68              | 38               |

### Topscorers
| #                 | Naam               | Goal |
| ----------------- | ------------------ | ---- |
| 1.                | Henk Groot         | 20   |
| 2.                | Toon de Boer       | 17   |
| 3.                | Henk Janssen       | 13   |
| 4.                | Jan Snoeks         | 9    |
| 5.                | Gouke van der Meer | 5    |
| 6.                | Han Janssen        | 1    |
| 6.                | Jan Luppens        | 1    |
| 6.                | Dick van den Oever | 1    |
| Onbekend doelpunt |                    |      |
| –                 | Onbekend           | 1    |
| Totaal            | Totaal             | 68   |

| #      | Naam             | Goal |
| ------ | ---------------- | ---- |
| 1.     | Toon de Boer     | 2    |
| 1.     | Jan Snoeks       | 2    |
| 3.     | Jacob Dijkshoorn | 1    |
| Totaal | Totaal           | 5    |